# Association du Trois-Mars
L'Association du Trois-Mars est une association révolutionnaire genevoise fondée le 3 mars 1841.

## Situation politique
Dans les années 1830, une grande partie des cantons suisses changent leurs constitutions, se dotent d'un gouvernement libéral et proclament le suffrage universel. À Genève, plusieurs opposants clament que le canton n'est plus qu'«un débris d'Ancien Régime» et pressent dans le même sens.

## L'association
Créée par des mécontents de la bourgeoisie protestante, L'association est principalement à droite, mais comprend également une aile gauche dirigée par James Fazy. Celui-ci va finir par prendre la tête de cette association qui deviendra un élément politique dans le jeu radical de Fazy.
Mécontents de la tournure des évènements, les bourgeois influents de la ville vont progressivement se détourner de l'association et boycotter ses membres, ce qui causera plusieurs faillites parmi les négociants de la ville. Parmi ceux-ci, on trouve par exemple Frédéric Bordier qui, par la suite, deviendra conseiller d'État au côté de Fazy mais s'opposera à lui.

## Demandes et résultats
En particulier, le groupe prône la suppression du suffrage censitaire, la réduction du nombre des membres du Conseil d'État de onze à sept et du Conseil représentatif (organe législatif) et demande un accroissement des compétences de ce dernier en matière législative et budgétaire. Le 22 novembre 1841, au terme d'une manifestation populaire sur la Treille lors d'une session parlementaire du Conseil représentatif, les autorités cèdent à la pression populaire et acceptent de convoquer une assemblée constituante.

## Sources
- Chancellerie d'État, Information, « La Une de la FAO 99 année 250 : James Fazy, Homme politique (1794-1878) » (consulté le 15 août 2007)
- Louis Binz, « MEMO - Le site de l'histoire : L'Association du Trois Mars et James Fazy » (consulté le 15 août 2007)